# Юкка-Пекка Сеппо
Юкка-Пекка Сеппо (фін. Jukka-Pekka Seppo; 22 січня 1968, м. Вааса, Фінляндія) — фінський хокеїст, центральний нападник.
Виступав за «Таппара» (Тампере), «Спорт» (Вааса), ГІФК (Гельсінкі), ГПК (Гямеенлінна), ТуТо (Турку), ФЕУ «Фельдкірх», «Кассель Гаскіс», «Словнафт» (Всетін), «Москітос Ессен», ХК «Віпітено».
У складі національної збірної Фінляндії учасник чемпіонатів світу 1987 і 1989 (19 матчів, 2+1), учасник Кубка Канади 1987. У складі молодіжної збірної Фінляндії учасник чемпіонатів світу 1987 і 1988. У складі юніорської збірної Фінляндії учасник чемпіонату Європи 1986.
Досягнення
- Чемпіон Фінляндії (1987), бронзовий призер (1992).